# Wyspy planety układy
Wyspy planety układy – drugi studyjny album polskiej grupy muzycznej Alicetea, wydany 20 kwietnia 2013 roku nakładem wytwórni Fonografika. Album promowany był singlem "Są tacy" z gościnnym udziałem kieleckiego rapera Tau (Medium). Do singla powstał teledysk.

## Lista utworów
1. "Miasta ja"
2. "Budźmy zmysły"
3. "AY! Caramba"
4. "Meggi"
5. "Piekielny Szu"
6. "Carlito"
7. "Wojny"
8. "Są tacy" (gościnnie: Medium)
9. "Modelka"
10. "Los, muzyka i Ty (Wojny 2)"
11. "Święci"